# Boris Novković
Boris Novković (Sarajevo, 25. prosinca 1967.) je hrvatski pjevač, skladatelj i kantautor.
Potječe iz glazbene obitelji: otac Đorđe (autor zabavne glazbe) i majka Ozana (profesorica glazbe). Prvi album izdao je 1986. pod nazivom "Kuda idu izgubljene djevojke". Najprodavaniji je u produkciji Nikše Bratoša izdao godinu poslije pod nazivom "Jači od sudbine". Predstavljao je Hrvatsku na 50. Eurosongu u Kijevu i osvojio 11. mjesto s pjesmom "Vukovi umiru sami". S Franjom Valentićem je bio autor glazbe za pjesmu "Moja štikla" koja je predstavljala Hrvatsku na Eurosongu 2006. Njegov sastav koji ga prati je Noćna Straža.

## Diskografija

### Studijski albumi
- Kuda idu izgubljene djevojke (1986.)
- Jači od sudbine (1987.)
- Dok svira radio (1988.)
- Obojeni snovi (1989.)
- 100X (1991.)
- Struji struja (1993.)
- U dobru i zlu (1995.)
- Sve gubi sjaj bez ljubavi (1997.)
- Branim se (1999.)
- Direkt (2000.)
- 'Ko je kriv (2002.)
- Ostvaren san (2004.)
- Braco hvala ti (2007.)
- Zapisan u tebi (2008.)
- Via ljubav (2011.)
- Još sam uvijek tvoj (2014.)
- Gori ulica (2021.)
- Zbog nas (2025.)

### Live albumi
- Ostvaren san - Live (2005.)
- Mojih prvih 20 - Live (2007.)

### Kompilacije
- The best of (1995.)
- Best of... 1995 – 2003 (2003.)
- Zlatna kolekcija (2005.)
- The platinum collection (2008.)
- Najljepše ljubavne pjesme (2010.)
- The best of collection (2015.)

## Vanjske poveznice
- Službena stranica
- Boris Novković na diskografija.com